# FAR: Lone Sails
『FAR: Lone Sails』（ファー ローン セイルズ）は、スイスのゲーム開発会社Okomotiveが開発したゲームソフト。

## 概要
かつて栄華を極め現在は人影のない荒廃地と化した終末世界を舞台とする物語。主人公は蒸気機関駆動の車両を操縦し、海水の干上がった大地や文明の跡を残す廃墟などを経由して冒険を進める。作品内では説明的な文章や表現はほとんどなく、主人公が冒険する目的も明かされない。
本作の誕生は、Okomotiveのメンバーの一人であるDon Schmockerがチューリッヒ芸術大学の学生だった2015年の卒業論文がきっかけで、コンセプトとアートスタイルを考えたのちに作曲家のJoel Schochとともにプロトタイプを作成し、発売元のMixtvisionや他のメンバーも参加して開発が進められた。Schmockerが影響を受けた作品として、造形作家のテオ・ヤンセンが制作した「ストランドビースト」やデヴィッド・リンチ監督のロードムービー『ストレイト・ストーリー』、ジョージ・ミラー監督のポストアポカリプス映画『マッドマックス』が挙げられている。

## システム
ゲーム画面はサイドビューで描写され、基本的に画面右方向へ進む構成になっている。主人公は車両内部で動き回り、道中で手に入る燃料を充填して走行させたり、蒸気を適時に噴出しパフォーマンス低下を防いだりする必要がある。車両には消火設備やフック付きロープが備わっているほか、ゲームの進行により、風力走行に必要な帆や破損個所を修理する溶接設備などがアップグレードされる。
ゲームの要所では行き止まりなどで足止めされる。この際には主人公が車両を降りて辺りを探索しパズル的な要素に取り組むことで問題解決を図ることになる。

## 受賞・ノミネート
- ZHDK Förderpreis BA Design 2015 受賞[2]
- Deutscher Entwicklerpreis（英語版、ドイツ語版） 2015 「Blue Byte Newcomer Award」受賞[3]
- Game Connection Europe 2015 「Best Desktop / Downloadable」ノミネート[4]
- Ludicious（英語版） 2016 「Outstanding Talent Award」受賞[5]
- Independent Games Festival 2016 「Best Student Game」佳作[6]
- gamescom Award 2016 「gamescom Indie award」ノミネート[7]
- PLAY16 「Most Innovative Newcomer Award 2016」受賞[8]
- IGF 2017 「Best Student Game」ノミネート[9]
- GDC Play Best in Play 2017 選出（他作品と共同）[10]
- Unity Awards 2017「Best student project」受賞[11]
- Quo Vadis Indie Awards 2018 「Audience Award」「Jury Award」受賞[12]
- NAVGTR Awards 2018 「Game, Puzzle」ノミネート[13]
- Golden Joystick Award 2018 「Best Visual Design」ノミネート[14]
- Deutscher Entwicklerpreis 2018 「Bestes Deutsches Spiel（最優秀ドイツ語ゲーム）」「Bestes Game Design（最優秀ゲームデザイン）」受賞[15]
- Kindersoftwarepreis Tommi 2019 コンソールゲーム部門選出（他作品と共同）[16]
- Game Developers Choice Awards 2019 「Best Debut」佳作[17]
- Swiss Game Awards 2019 「Swiss Game Award」「Audience Choice Award」受賞[18]
- Deutscher Computerspielpreis（英語版） 2019 「Bestes Internationales Spiel（最優秀インターナショナルゲーム）」ノミネート[19]
- Reboot Indie Awards 2019 「Game of the Year」受賞[20]
- TapTap Game Awards 2020 選出（他作品と共同）[21]